# Karl Wendlinger
Karl Wendlinger (n. 20 decembrie 1968) este un fost pilot austriac de Formula 1 care a evoluat în Campionatul Mondial între anii 1991 și 1995.

## Cariera în Formula 1
| Sezon | Echipă                 | Puncte | Loc clasament general |
| ----- | ---------------------- | ------ | --------------------- |
| 1991  | Leyton House Racing    | 0      | -                     |
| 1992  | March F1               | 3      | 12                    |
| 1993  | Sauber                 | 7      | 12                    |
| 1994  | Broker Sauber Mercedes | 4      | 19                    |
| 1995  | Red Bull Sauber Ford   | 0      | -                     |